# Landgericht Leutkirch
Das Landgericht Leutkirch war ein von 1803 bis 1810 bestehendes bayerisches Landgericht älterer Ordnung mit Sitz in Leutkirch (heute im Landkreis Ravensburg in Baden-Württemberg). Die Landgerichte waren im Königreich Bayern Gerichts- und Verwaltungsbehörden, die 1862 in administrativer Hinsicht von den Bezirksämtern und 1879 in juristischer Hinsicht von den Amtsgerichten abgelöst wurden.

## Geschichte
Da im Jahr 1803 Leutkirch zum Königreich Bayern kam, wurde durch eine Verwaltungsneugliederung Bayerns das Landgericht Leutkirch errichtet. Dieses kam zum neu gegründeten Illerkreis mit der Hauptstadt Kempten.
Nachdem im Jahr 1810 Leutkirch durch den Pariser Vertrag zum Königreich Württemberg gekommen war, wurde das Gebiet des Landgerichts Leutkirch dem Oberamt Leutkirch eingegliedert.